# Asymétrie

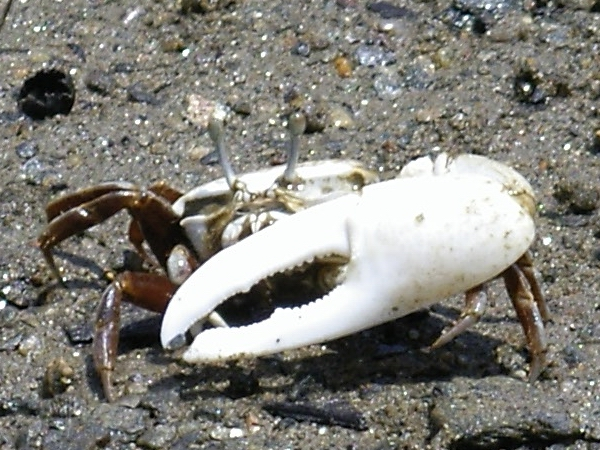
Crabe violoniste, exemple d'asymétrie gauche-droite dans le règne animal.

L'asymétrie est l'absence de symétrie, ou son inverse.
- En biologie, on parle d'axe de polarité.
- Dans le domaine militaire ou commercial, on parle de force asymétrique lorsque les deux belligérants ou concurrents sont de taille très différente (ex. : David contre Goliath).
- Dans le domaine de la cryptographie, un système de chiffrement est dit asymétrique quand il utilise une clé différente pour le chiffrement et le déchiffrement, l'une publique, l'autre privée.
- En mathématiques, une relation asymétrique est une relation binaire R telle que si xRy est vrai alors yRx est faux.
- En chimie, une réaction asymétrique est une réaction chimique qui permet de privilégier la formation d'un stéréoisomère particulier. Un atome asymétrique est un atome chiral.

## Recherche
L'asymétrie est l'un des aspects de nombreux systèmes complexes qui intéressent les chercheurs car certains phénomènes d'asymétrie sont des clés pour l'étude de certains aspects des arts, des langues, des mathématiques, de la physique, de la biologie (des échelles microscopiques à macroscopiques), de la neurologie, (asymétrie gaucher/droitier, asymétrie du visage..), de l'olfaction, de la pharmacochimie et des sciences sociales, et même de l'économie.
Un article de la revue Nature estimait en 2012 que dans les sciences modernes, les phénomènes liés à l'asymétrie seraient l'un des cinq défis scientifiques à relever, aussi difficiles que la recherche du boson de Higgs mais tout autant potentiellement transformateur. Il s'agit notamment de comprendre pour mieux les prédire les structures et phénomènes qui peuvent émerger de la rupture spontanée de symétries dans les systèmes naturels.
Un 1er symposium européen sur l'asymétrie est organisée avec l'Université Côte d'Azur (UCA) en 2018 pour notamment aborder de manière multidisciplinaire les thèmes de l'asymétrie en sciences moléculaires, chez les vertébrés, dans les énantiomères (en chimie et dans le domaine du médicament), en géologie, géographie et en topologie au service de la recherche internationale et de la formation de haut niveau.